# Tề Lễ
Tề Lễ là một xã thuộc huyện Tam Nông, tỉnh Phú Thọ, Việt Nam.
Xã Tề Lễ có diện tích 17,31 km², dân số năm 1999 là 4118 người, mật độ dân số đạt 238 người/km².